# Rang (lineaire algebra)
In de lineaire algebra is rang een eigenschap van een stelsel vectoren en daarvan afgeleid ook een eigenschap van matrices en lineaire afbeeldingen. De rang van een stelsel vectoren is het maximale aantal lineair onafhankelijke vectoren in het stelsel of equivalent daarmee de dimensie van de door het stelsel vectoren opgespannen deelruimte. Men spreekt bij een matrix van de kolommenrang als de rang van het stelsel vectoren gevormd door de kolommen van een matrix. Evenzo voor de rijenrang van een matrix. Omdat de kolommenrang gelijk is aan de rijenrang heet de gemeenschappelijke waarde ook de rang van de matrix. 
De rang van de getransponeerde matrix is gelijk aan de rang van de originele matrix.
De rang van een vierkante matrix {\displaystyle A} is gelijk aan de rang van de grootst mogelijke vierkante submatrix van {\displaystyle A}, waarvan de determinant verschillend is van nul.

## Definities
Onder de rang van een stelsel vectoren verstaat men de maximale grootte van een deelverzameling van het stelsel, bestaande uit lineair onafhankelijke vectoren in dat stelsel. Anders geformuleerd is de rang de dimensie van de door het stelsel opgespannen ruimte. Men zegt ook dat een ruimte die door een aantal vectoren wordt opgespannen, door die vectoren wordt gegenereerd.
De rang van een matrix of lineaire afbeelding is gedefinieerd als de dimensie van de beeldruimte van die matrix.
Onder de kolommenrang van een matrix verstaat men de rang van de als vectoren opgevatte kolommen van de matrix. 
Onder de rijenrang van een matrix verstaat men de rang van de als vectoren opgevatte rijen van de matrix.
Een niet direct voor de hand liggende eigenschap is dat de kolommenrang en de rijenrang aan elkaar gelijk zijn. Die gemeenschappelijke waarde heet de rang van de matrix. Men kan dus ook zeggen dat de rang van een matrix het maximale aantal lineair onafhankelijke rijen of kolommen van een matrix is, of ook het aantal rijen ongelijk aan de nulrij die overblijven in de rij-echelonvorm van de matrix.

## Reguliere matrix
Een vierkante matrix van volledige rang, dus met rang gelijk aan het aantal rijen, wordt een reguliere matrix genoemd. Of met andere woorden: een reguliere matrix heeft onafhankelijke kolommen en rijen. Een matrix die niet regulier is, heet singulier. Het is in de praktijk te controleren dat een matrix regulier is door de matrix te vegen of door de determinant te bepalen. De matrix is precies dan regulier als deze geveegde matrix equivalent is met de eenheidsmatrix. Dat kan ook worden gecontroleerd, omdat dat daarmee ook overeenkomt, dat de determinant verschillend is van nul. De matrix is anders dus singulier.
Bij een reguliere oplossing snijden drie vlakken elkaar in een punt. Het deel waar twee van de vlakken elkaar snijden vormt een lijn. Deze lijn staat schuin of loodrecht op het derde vlak en ergens is er een punt waarin ze elkaar snijden.
Bij een singuliere oplossing loopt het derde vlak evenwijdig aan de lijn die gevormd wordt door het snijden van de twee andere vlakken. Het kan nu zijn dat deze lijn precies in het derde vlak loopt: de oplossing is geen punt maar een lijn, maar het kan ook zijn dat het derde vlak overal op dezelfde afstand van de lijn ligt: ze snijden elkaar nooit dus er is geen oplossing.

## Voorbeeld
Stel dat de matrix {\displaystyle A} gegeven wordt door:
{\displaystyle A={\begin{bmatrix}4&-1&0\\2&1&5\\-2&-2&0\end{bmatrix}}}.
De kolom (0,5,0) is een van de basisvectoren van de door de kolommen opgespannen ruimte. Van de beide andere kolommen trekken we de component in de richting van (0,5,0) af. Zo blijven: (4,0,-2) en (-1,0,-2) over. Dit zijn geen veelvouden van elkaar, dus spannen ze samen met (0,5,0) drie dimensies op. De rang van {\displaystyle A} is dus drie. Deze methode wordt vectorprojectie genoemd en kan worden herhaald om {\displaystyle A} naar echelonvorm om te schrijven:
{\displaystyle {\begin{bmatrix}1&-1/4&0\\0&1&0\\0&0&1\end{bmatrix}}}
Het aantal rijen waarin niet alleen nullen voorkomen is drie, dus is de rang van matrix {\displaystyle A} ook drie.
Neem {\displaystyle A}
{\displaystyle {\begin{bmatrix}4&-1&1\\2&-3&1\\-2&-2&0\end{bmatrix}}}
Merk op dat de middelste rij de som is van de bovenste en onderste: de rijen zijn lineair afhankelijk. De echelonvorm van {\displaystyle A} is
{\displaystyle {\begin{bmatrix}4&-1&1\\0&-5/2&1/2\\0&0&0\end{bmatrix}}}
waarin een rij met alleen nullen voorkomt. De rang van deze matrix is twee.